# Cisco Discovery Protocol
Cisco Discovery Protocol (CDP) je protokolem druhé vrstvy síťového modelu OSI. Jedná se o proprietární protokol používaný aktivními síťovými prvky firmy Cisco Systems. Primárním účelem tohoto protokolu je zjištění parametrů sousedních (přímo připojených) zařízení.
Pro zjištění základních informací o sousedních zařízeních (musejí mít spuštěné CDP) zadejte příkaz:
```
switch# show cdp neighbors
```